# チャールズ・マッカーサー
チャールズ・ゴードン・マッカーサー（Charles Gordon MacArthur, 1895年11月5日 - 1956年4月21日）は、アメリカ合衆国の劇作家、脚本家である。1935年の映画『生きているモレア』により第8回アカデミー賞原案賞を受賞した。

## 私生活とキャリア
ペンシルベニア州スクラントンで福音伝道師の父ウィリアム・テルファー・マッカーサーと母ジョージアナ・ウェルステッド・マッカーサーのあいだに7人きょうだいの6番目の子として生まれた。彼は幼少の頃より読書に没頭した。父の後を継ぐことを拒否した彼は中西部へと移り、シカゴで記者として成功し、『シカゴ・トリビューン』と『シカゴ・デイリー・ニュース』で働いた。第一次世界大戦時はアメリカ陸軍に加わり、フランスで戦った。彼は1919年の『A Bug's-Eye View of the War』で戦時中の経験を語った。戦後はいくつかの短編小説を書き、そのうち『Hang It All』（1921年）と『Rope』（1923年）がH・L・メンケンの『ザ・スマート・セット』誌に掲載された。後に彼はニューヨークに定住して劇作家に転身した。
マッカーサーはベン・ヘクトとの共作で知られており、舞台作品に『Ladies and Gentlemen』、『Twentieth Century』、シカゴ市報道局での経験に一部基づいた『The Front Page』がある。またエドワード・シェルドンと共同執筆した1926年の舞台『Lulu Belle』もある。
マッカーサーはアルゴンキン・ラウンド・テーブルのメンバーと友人であった。彼はロバート・ベンチリーとアパートを共有し、ドロシー・パーカーと交際していた。
マッカーサーの2番目の妻は女優のヘレン・ヘイズであり、結婚生活は1928年から彼の死まで続いた。夫婦はニューヨーク州ナイアックに住んでいた。1949年には娘のメアリーがポリオで亡くなった。またテレビドラマ『ハワイ5-0』などで知られるジェームズ・マッカーサーは夫妻の養子であった。
弟のジョン・D・マッカーサーは保険会社の所有者・経営者であり、マッカーサー・フェローで知られるマッカーサー基金を設立した。

## 演じた俳優
1994年の映画『ミセス・パーカー/ジャズエイジの華』ではマシュー・ブロデリックがマッカーサーを演じた。

## 主な作品

### 舞台
- Lulu Belle (1926) 脚本、エドワード・シェルドン（英語版）と共著
- The Front Page (1928) 脚本、ベン・ヘクトと共著
- Twentieth Century (1932) 脚本、ベン・ヘクトと共著
- Ladies and Gentlemen (1939) 脚本、ベン・ヘクトと共著

### 映画
- 盗んだ結婚（英語版） The Girl Said No (1930) 脚本
- ビリー・ザ・キッド（英語版） Billy the Kid (1930) 追加台詞
- キング・オブ・ジャズ（英語版） King of Jazz (1930) 脚本（クレジット無し）
- Way for a Sailor (1930) 追加台詞
- 暴露戦術（英語版） Paid (1930) 脚色・台詞
- 犯罪都市 The Front Page (1931) 脚本
- マデロンの悲劇（英語版） The Sin of Madelon Claudet (1931) 台詞
- New Adventures of Get Rich Quick Wallingford (1931) 脚色
- 太平洋爆撃隊（英語版） Hell Divers (1931) 脚本（クレジット無し）
- Quick Millions (1931) 脚本（クレジット無し）
- 国際盗賊ホテル（英語版） The Unholy Garden (1931) 原案・台詞
- 怪僧ラスプーチン Rasputin and the Empress (1932) 脚本
- フリークス Freaks (1932) 脚本（クレジット無し）
- トパーズ（英語版） Topaze (1933) 脚本（クレジット無し）
- 特急二十世紀 Twentieth Century (1934) 脚本
- 情熱なき犯罪（英語版） Crime Without Passion (1934) 監督・製作・脚本
- ピエロの夢物語 Once in a Blue Moon (1935) 監督・製作・脚本
- バーバリー・コースト（英語版） Barbary Coast (1935) 脚本
- 生きているモレア（英語版） The Scoundrel (1935) 監督・製作・原案
- 若い気焔 Soak the Rich (1936) 監督・製作・脚本
- King of Gamblers (1937) 脚本（クレジット無し）
- 汚れた顔の天使 Angels with Dirty Faces (1938) 脚本（クレジット無し）
- ガンガ・ディン Gunga Din (1939) 原案
- 嵐が丘 Wuthering Heights (1939) 脚本

## 受賞とノミネート
| 賞           | 年   | 部門   | 作品名                   | 結果       |
| ------------ | ---- | ------ | ------------------------ | ---------- |
| アカデミー賞 | 1933 | 原案賞 | Rasputin and the Empress | ノミネート |
| アカデミー賞 | 1935 | 原案賞 | 生きているモレア         | 受賞       |
| アカデミー賞 | 1939 | 脚色賞 | 嵐が丘                   | ノミネート |

マッカーサーは死後の1983年にアメリカン・シアター・ホール・オブ・フェームに加えられた。